# Anne Charlotte Leffler
Anne Charlotte Leffler (Stoccolma, 1º ottobre 1849 – Napoli, 21 ottobre 1892) è stata una drammaturga e attivista svedese, sorella del matematico Gösta Mittag-Leffler, amica e biografa della matematica Sof'ja Kovalevskaja, e moglie del matematico napoletano Pasquale del Pezzo.

## Biografia
La sua opera letteraria si mosse sulla scia di Henrik Ibsen e delle teorizzazioni del filosofo Georg Brandes: sostenitrice dei diritti delle donne e indagatrice dell'universo femminile, Anne Charlotte Leffler auspicava la liberazione della condizione femminile dall'oppressione esercitata dalle convenzioni sociali.
In prime nozze, nel 1872, aveva sposato Gustaf Edgren. Dopo oltre quindici anni di infelice vita coniugale, il matrimonio naufragò definitivamente durante un viaggio di due mesi da lei compiuto in Italia nel 1888, al seguito di suo fratello matematico che, accompagnato dalla moglie Signe, andava a incontrare amici e colleghi della scuola matematica italiana. Giunti a Napoli il 7 maggio, Gösta Mittag-Leffler le fece conoscere l'algebrista italiano Pasquale del Pezzo, ventinovenne, di lei più giovane di quasi dieci anni, che si prestò a far loro da cicerone. I due si innamorarono perdutamente, e i segni esteriori di quella passione nascente causarono l'insofferenza di Gösta: questi, nel tentativo di separare i due, decise di portare la sorella con sé sull'Isola di Capri, a render visita ad Axel Munthe, ma l'esperienza della separazione forzata sortì l'effetto di acuire ancor di più la determinazione di entrambi, tanto che, ai primi di giugno, Pasquale Del Pezzo, sfidando le prevedibili resistenze del proprio entourage familiare, chiese ad Anne Charlotte di sposarlo. La volontà di suggellare il suo rapporto con Del Pezzo spinse la Leffler a una decisione che comportava, anche per una donna come lei, una seria sfida alle convenzioni sociali, in quanto doveva vincere ostilità e resistenze provenienti da entrambe le famiglie. Tornata in Svezia, si risolse a divorziare immediatamente da suo marito e si convertì poi alla religione cattolica per sposare Del Pezzo. In virtù del matrimonio, acquisì il titolo nobiliare di duchessa di Caianello.
Nel 1892 pubblicò una biografia della sua amica del cuore, Sof'ja Kovalevskaja (Mosca, 1850 – Stoccolma, 1891), celebre matematica, morta prematuramente l'anno precedente. Fu questa la sua ultima opera: pubblicata nell'anno della sua morte, fu poi tradotta in varie lingue.
Morì a Napoli, nell'ottobre di quello stesso anno per le complicazioni di un'appendicite. Pochi mesi prima aveva dato alla luce suo figlio, battezzato Gaetano Gösta Leffler del Pezzo.

## Opere
- Sanna qvinnor (Donne vere), 1883.
- Hureman gör godt, 1885
  - Come si fa il bene: commedia in tre atti, prefazione di Benedetto Croce, Tip. della R. Accademia delle Scienze Fisiche e Matematiche, 1915.
- Kvinnlighet och erotik (Femminilità e amore), 1890.
- Moster Malvina, 1891.
  - Zia Malvina (prefazione di Benedetto Croce), 1892.
- Sonja Kovalevsky: hvad jag upplefvat tillsammans med henne och hvad hon berättat mig om sig själf (Sonja Kovalevsky. Ciò che ho vissuto con lei e ciò che mi ha detto di sé), Ed. Bonnier, Stoccolma, 1892.
- Neapolitanska bilder (Immagini napoletane), 1893 (postumo)